# Cueva de la Cocina
La cueva de la Cocina se localiza en el margen derecho del barranco de Cinto Ventanas a escasa altura del lecho del cauce y a una altitud de 400 metros, en el término municipal de Dos Aguas (Valencia) España. 
Se trata de una cueva de grandes dimensiones formada en terreno de areniscas y calizas arenosas, que se sitúa muy cercana del abrigo de Cinto Ventana y que contiene un yacimiento prehistórico, donde se han encontrado restos y pinturas del Mesolítico y del Neolítico. Los niveles más profundos correspondientes al Epipaleolítico demuestran que fue habitada desde el séptimo milenio a. C.. conociéndose su uso hasta el Eneolítico. 
En la pared derecha de la entrada, Luis Pericot encontró en la década de los 40 mientras llevaba a cabo sus trabajos de excavación en la cueva- un grupo de pinturas rupestres cuyo estudio debía realizar Juan Cabré, y que debido a su fallecimiento no pudo realizar. En los años 70, Javier Fortea Pérez, retoma las excavaciones del yacimiento y el estudio pendiente de las pinturas. Interpretó un conjunto de pinturas de carácter geométrico, con líneas paralelas, quebradas y trapezoidales, así como un pequeño triángulo de color rojo que adscribía a un nuevo horizonte artístico: el Arte Lineal-geométrico; arte que se hacía más antiguo que el Arte Levantino. Revisiones de finales de la década de los ochenta, llevadas a cabo por Anna Alonso y Alexandre Grimal Navarro, identificaron estas pinturas de la pared Sur como pertenecientes al Arte levantino (10.000-6.500 años antes del presente) por su técnica, sus estructuras morfológicas, etc. Este yacimiento se constituía con la presencia de fragmentos de figuras levantinas en el más importante del sector oriental peninsular al ofrecer la cronología del Arte Levantino. Esta cueva de Dos Aguas presenta la prueba irrefutable de que las pinturas fueron hechas durante momentos epipaleolíticos por los grupos cazadores recolectores, al estar cubierto el panel con pinturas por los estratos acerámicos del yacimiento. Este friso pintado levantino y todos los de la Comunidad Valenciana han sido declarados Patrimonio Mundial por la UNESCO (1998) por su altísimo valor como muestra del intelecto humano y testimonio inigualable de la capacidad artística y espiritual.(Fuente: Associació Catalana d´Art Prehistòric)
En el interior se conserva una losa grabada con una forma circular